# Gravidez heterotópica
A gravidez heterotópica é uma complicação da gravidez em que ocorrem simultaneamente uma gravidez extrauterina (ectópica) e uma gravidez intrauterina. Também pode ser chamada de gravidez ectópica combinada, gravidez em múltiplos sítios ou gravidez coincidente.
O local mais comum da gravidez extrauterina é a trompa de Falópio. No entanto, outros locais de implantação incluem o colo do útero, o ovário e o abdômen.
Embora as gestações heterotópicas fossem anteriormente consideradas um fenômeno raro, a incidência aumentou devido ao uso crescente das tecnologias de reprodução assistida.

## Causa
Numa gravidez heterotópica há um óvulo fertilizado que se implanta normalmente no útero e outro óvulo fertilizado que se implanta anormalmente, fora do útero.

## Patogênese
Na população em geral, os principais fatores de risco para gravidez heterotópica são os mesmos da gravidez ectópica:
- Histórico prévio de gravidez ectópica
- Cirurgia tubária
- Doença inflamatória pélvica
- Uso de dispositivo intrauterino
- Exposição intrauterina ao dietilestilbestrol
- Tabagismo

Mulheres que participam de um programa de reprodução assistida apresentam risco aumentado de gravidez heterotópica por várias razões, incluindo:
- Maior incidência de ovulação devido ao tratamento
- Transferência de múltiplos embriões
- Fatores técnicos na transferência embrionária que podem aumentar o risco de gravidez ectópica e heterotópica
- Maior incidência de malformação e/ou lesão tubária neste grupo
- Níveis mais elevados de estradiol e progesterona devido ao tratamento hormonal

## Diagnóstico

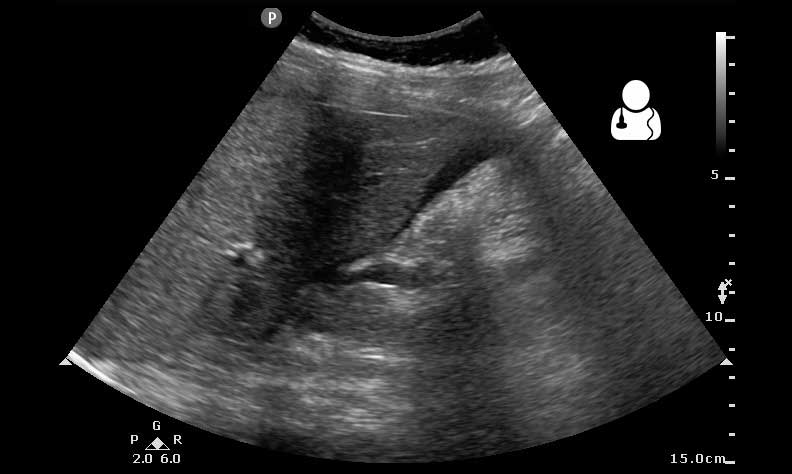
Líquido livre (sangue) visto entre o fígado e o rim em uma pessoa com uma gravidez extrauterina (ectópica) rota

### Sinais e sintomas
As gestações heterotópicas apresentam sintomas clínicos inespecíficos. Isso significa que os sintomas de uma gravidez heterotópica podem ser os mesmos encontrados em várias outras condições médicas. Os sintomas clínicos mais comuns são dor abdominal, sangramento vaginal, útero aumentado e/ou uma massa anexial. Os sintomas vagos encontrados nas gestações heterotópicas podem contribuir para o diagnóstico tardio dessa condição, o que pode levar a consequências graves, incluindo uma gravidez ectópica rota.

### Diagnóstico diferencial
Os sinais e sintomas de uma gravidez heterotópica podem ser encontrados em muitas outras condições ginecológicas e não ginecológicas, incluindo:
- Torção ovariana
- Cisto ovariano
- Aborto ameaçado
- Infecção do trato urinário
- Cálculo renal
- Constipação
- Diverticulite
- Doença inflamatória pélvica
- Obstrução intestinal
- Doença inflamatória intestinal

### Ultrassonografia
O padrão-ouro para diagnosticar uma gravidez heterotópica é a ultrassonografia transvaginal. No entanto, a sensibilidade da ultrassonografia transvaginal para esse diagnóstico varia entre 26,3% e 92,4%. Portanto, tanto os sintomas clínicos quanto a imagem ultrassonográfica são usados para o diagnóstico.

## Tratamento
O objetivo do tratamento é preservar a gravidez intrauterina viável e remover a gravidez ectópica inviável.
A abordagem cirúrgica padrão para a remoção da gravidez ectópica inviável é a salpingectomia ou a salpingostomia.
No caso de uma gravidez ectópica não rota, pode ser utilizada injeção feticida local para remover a gravidez ectópica. Para esse método, a ultrassonografia é usada para guiar uma agulha até a gravidez ectópica e substâncias como cloreto de potássio e glicose hiperosmolar são injetadas diretamente no saco gestacional. O uso desse método pode ser limitado pela localização da gravidez ectópica e pela experiência do médico com essa técnica.
O tratamento da gravidez heterotópica dependerá da localização específica da gravidez ectópica, bem como da apresentação clínica e da estabilidade da gestante.

## Prognóstico
As gestações extrauterinas são inviáveis e podem ser fatais para a mãe se não forem tratadas. No entanto, é possível dar continuidade à gravidez intrauterina após a remoção da extrauterina, com uma taxa de sucesso de cerca de 50 a 66%.

## Epidemiologia
A prevalência da gravidez heterotópica é estimada em 0,6-2,5:10.000 gestações. Há um aumento significativo da incidência de gravidez heterotópica em mulheres submetidas à indução da ovulação. Uma incidência ainda maior é relatada em gestações após técnicas de reprodução assistida como a fertilização in vitro (FIV) e a transferência intratubária de gametas (GIFT), com incidência estimada entre 1 e 3 a cada 100 gestações. Quando há transferência de embriões de mais de quatro embriões, o risco é estimado em 1 para 45.
Nas concepções naturais, a incidência de gravidez heterotópica foi estimada em 1 para cada 30.000 gestações. No entanto, devido ao uso crescente da tecnologia de reprodução assistida, a incidência geral é de 1 para cada 3900 gestações.